# Cellula granulosa
La cellula granulosa è una cellula somatica che è strettamente collegata con il gamete femminile (chiamato ovocita) nell'ovaia dei mammiferi. Le cellule crescono durante lo sviluppo del follicolo ovarico (già dalla fase primaria) e fanno parte delle cellule ovariche.

## Anatomia e funzioni
Durante la fase del follicolo ovarico primario (detto anche preantrale), dove il follicolo raggiunge le dimensioni di 150-200 µm si forma un primo strato di cellule della granulosa, che circondano l'ovocita delimitato dalla zona pellucida fino alle cellule della teca. Una parte di esse durante lo sviluppo portano alla membrana di Slavianski che delimita le cellule della granulosa da quelle della teca.
L'Ormone follicolo-stimolante (FSH) provoca un effetto stimolante sulle cellule della granulosa, inoltre producono prolattina attraverso la creazione di specifici recettori.

### Il concetto di Gougeon
Le cellule della granulosa sono interessate alla composizione del follicolo anche prima della sua crescita, secondo l'ipotesi del francese Alain Gougeon a seconda del numero di cellule della granulosa che si ritrovano nel follicolo esisterebbe una crescita iniziale e dopo tale processo inizierebbe la maturazione follicolare.

### Regolazione dell'attività ovarica
Le principali funzioni delle cellule della granulosa includono la produzione di steroidi sessuali, così come una miriade di fattori di crescita che si pensa interagiscano con l'ovocita durante il suo sviluppo. La produzione di steroidi sessuali inizia con l'ormone follicolo-stimolante (FSH) proveniente dall'ipofisi anteriore, che stimola le cellule della granulosa a convertire gli androgeni (provenienti dalle cellule della teca) in estradiolo tramite l'aromatasi durante la fase follicolare del ciclo mestruale. Tuttavia, dopo l'ovulazione, le cellule della granulosa si trasformano in cellule luteiniche della granulosa che producono progesterone. Il progesterone può mantenere una potenziale gravidanza e causa la produzione di un muco cervicale denso che inibisce l'ingresso degli spermatozoi nell'utero.

## Embriologia delle cellule ovariche granulose
Le cellule granulose corrispondono agli elementi somatici dei cordoni sessuali primitivi della zona corticale delle gonadi indifferenziate che si formano precocemente nell'embrione alla sesta settimana di vita intrauterina. Esse derivano pertanto da elementi dell'epitelio celomatico e del mesonefro, la cui proliferazione è indotta dall'arrivo delle cellule germinali all'altezza del decimo segmento toracico.

## Patologie correlate
Esistono varie forme tumorali che riguardano le cellule della granulosa., il tumore a cellule della granulosa fra tutti i tumori che interessano le ovaie comprendono il 0,6-2% del totale